# Бходжпурі
Бходжпурі (дев. भोजपुरी, кай. 𑂦𑂷𑂔𑂣𑂳𑂩𑂲, лат. bhōjpurī) — індоіранська мова, поширена в північноцентральній Індії і Непалі. Нею також говорять спільноти іммігрантів у Гаяні, Суринамі, на островах Фіджі, Тринідад і Тобаго і на Маврикії. Через близьку спорідненість з гінді мову бходжпурі багато хто розглядає як її діалект, зокрема такого погляду додержують, проводячи переписи населення в Індії.